# Скюденесаван
Скюденесаван (норв. Skudeneshavnо файле, также известный как Скюденесамн или просто Скюденес) — это город в муниципалитете Кармёй в фюльке Ругаланн, Норвегия. Он расположен на самой южной оконечности острова Кармёй у входа в Бокнафьорден и пролив Кармсундет. Город является частью традиционного округа Хаугаланд. С 1858 по 1965 год город был независимым муниципалитетом в силу своего статуса ладстеда.

## История
Поселок Скюденесаван был объявлен ладестедом (портовым городом) 10 февраля 1858 года. Поскольку городам не разрешалось входить в состав сельских муниципалитетов, Скюденесаван был выведен из состава муниципалитета Скуденес, и был создан собственный городской муниципалитет. Первоначально в муниципалитете Скюденесаван проживало 1 209 жителей. В 1960-х годах в Норвегии произошло много слияний муниципалитетов благодаря работе Комитета Шей. 1 января 1965 года муниципалитет Скюденесаван был объединен в новообразованный муниципалитет Кармёй (вместе со Скюденесом, Авалдснесом, Стангаландом, Копервиком и Торвастадом). До объединения в Скюденесаване проживало 1 275 жителей. Во время слияния Скюденесаван потерял статус ладестеда (портового города). В 1996 году, после изменения закона о городах, муниципалитет Кармёй вновь объявил Скюденесаван городом.

## Правительство
С 1858 по 1964 год Скюденесаван был муниципалитетом, который отвечал за начальное образование (до 10 класса), амбулаторное медицинское лечение, уход за пожилыми людьми, безработицу и другие социальные услуги, зонирование, экономическое развитие и муниципальные дороги. Муниципалитет управлялся муниципальным советом, состоящим из выборных представителей, которые, в свою очередь, избирали мэра.

## Достопримечательности
Каждый год в Скюденесаване проходит «лодочный» фестиваль, известный как Skudefestivalen. Обычно он длится четыре дня (четверг, пятница, суббота и солнце) в конце июня или начале июля (это «подвижная» дата). Фестиваль является крупнейшим собранием прибрежной культуры в Западной Норвегии, на котором можно увидеть лодки всех категорий — старые деревянные лодки, старинные лодки, современные лодки, парусники, высокие корабли — город полон жизни вокруг гавани — как на суше, так и на воде. На городской площади разворачиваются рыночные лотки. Ремесленники демонстрируют изделия старинных ремесел, связанных с морем и судоходством. Строители лодок, модели кораблей, старые двигатели. На Сёрагадо — главной и узкой улице «Старого Скюденесавана», проводится художественная выставка, каждый год выбирается новый художник фестиваля. Посетители могут увидеть выставки в «Bytunet» в старой части города. Развлечения проводятся днем, и по вечерам в фестивальном шатре с участием национальных и международных артистов, а также в многочисленных домах у моря с кельтской музыкой, блюзом и поп-музыкой средней руки. Ежегодно фестиваль посещают около 35 000 человек, и он собирает более 600 лодок. В 2017 году фестиваль проходил с 29 июня по 2 июля и является 24-м по счету. В 2018 году фестиваль пройдет с 5 по 8 июля.